# 西鉄自動車学校

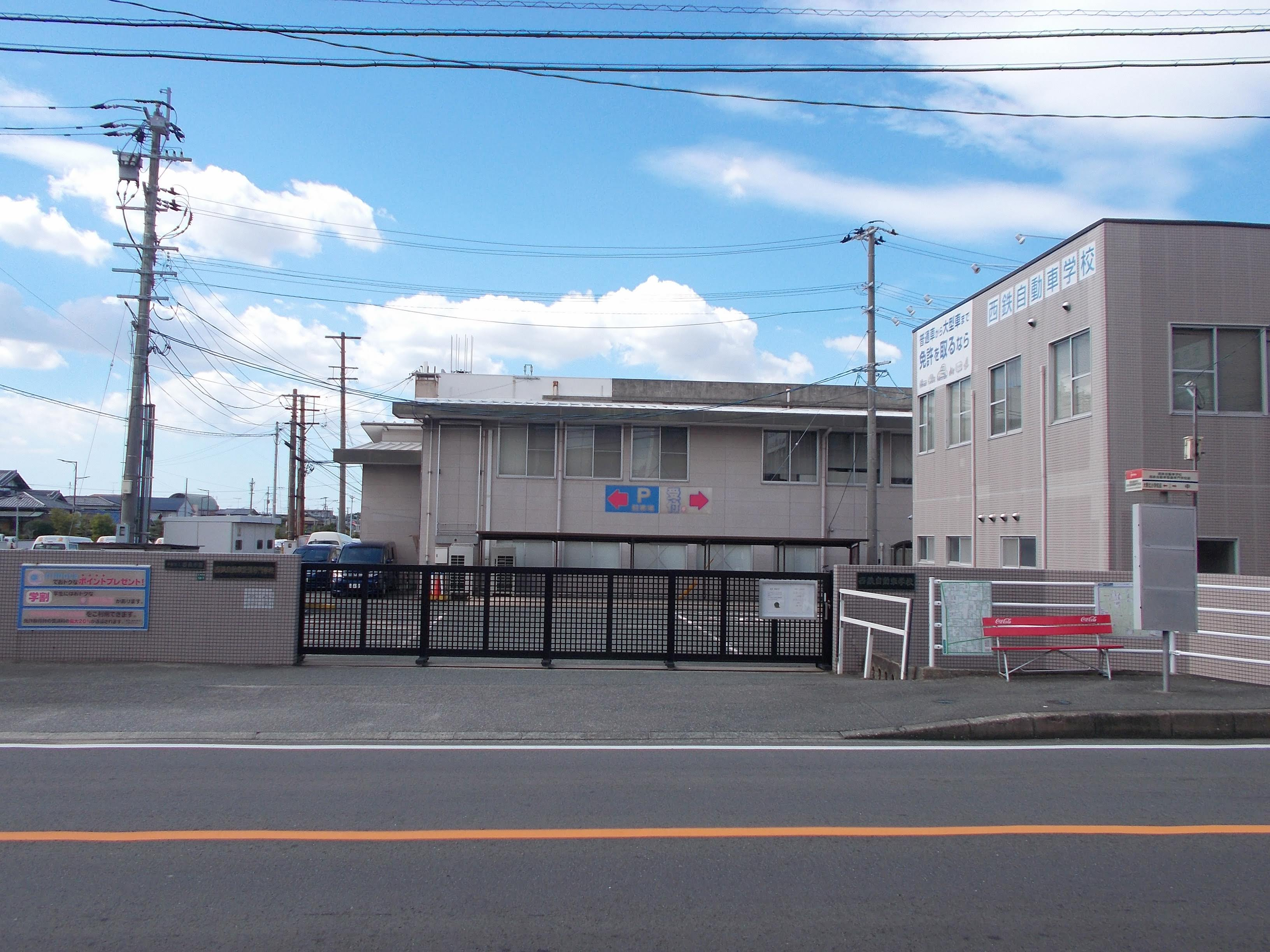
西鉄自動車学校

西鉄自動車学校（にしてつじどうしゃがっこう）は、福岡県大野城市山田3丁目12番1号にある自動車教習所で、西日本鉄道系列（西鉄グループ）の学校法人西鉄学園が運営する福岡県公安委員会指定の指定自動車教習所かつ福岡県認可の各種学校である。

## 概要
1962年（昭和37年）4月9日開校。
1956年（昭和31年）から第二種運転免許が制定されたが、同免許の試験合格者が少ないことによりバス運転士の人手不足が深刻化していたため、西鉄バスの運転士を独自に養成することを目的とし、学校法人西鉄自動車学校を設立して開校した。
西鉄自動車学校は一般向けの自動車教習所であり、同校から福岡県道60号飯塚大野城線を隔てた場所に、西鉄バスグループの新規採用者および現役運転士を対象とした教習を行う西日本鉄道自動車教習所が設置されている。
開校当初は自動車運転教習とは別に自動車整備科を設置したが、1977年（昭和52年）に西鉄自動車整備専門学校として別組織化された。
大型二種・中型二種の教習車の一部は西鉄バスの大型・中型一般路線バス車両を転用している。

## 取得できる免許
- 大型自動車第一種免許・第二種免許（二種免許では旧西鉄バスカラーのいすゞ（西日本車体工業）製（型式：KC-LV380N）が使われる）
- 中型自動車第一種免許・第二種免許
- 普通自動車第一種免許・第二種免許（MT・AT：マツダ・アクセラを使用）
- 大型特殊自動車免許
- 普通自動二輪車免許
- けん引免許

### 講習
- 高齢者講習
- ペーパードライバー講習（※時期による）

## アクセス
- 西鉄天神大牟田線 - 春日原駅から徒歩16分
- 西鉄バス - 西鉄自動車学校前バス停
- 大野城市コミュニティバス「まどか号」 - 西鉄自動車学校バス停
- 福岡市南部・春日市・大野城市・筑紫野市・太宰府市・那珂川市にスクールバスを運行している。